# 1923-as indianapolisi 500
A 11. alkalommal megrendezett Indianapolisi 500 mérföldes versenyt 1923. május 30-án rendezték meg.
| Helyezés | Rajthely | Rajtszám | Versenyző          | Qual    | Rank | Körök száma | Élen | Kiesés oka     |
| -------- | -------- | -------- | ------------------ | ------- | ---- | ----------- | ---- | -------------- |
| 1        | 1        | 1        | Tommy Milton       | 108.170 | 1    | 200         | 128  | Running        |
| 2        | 2        | 7        | Harry Hartz        | 103.700 | 3    | 200         | 6    | Running        |
| 3        | 9        | 5        | Jimmy Murphy       | 104.050 | 2    | 200         | 11   | Running        |
| 4        | 14       | 6        | Eddie Hearne       | 97.300  | 9    | 200         | 0    | Running        |
| 5        | 7        | 23       | L. L. Corum        | 86.650  | 23   | 200         | 0    | Running        |
| 6        | 16       | 31       | Frank Elliott      | 93.250  | 12   | 200         | 0    | Running        |
| 7        | 10       | 8        | Cliff Durant       | 102.650 | 4    | 200         | 4    | Running        |
| 8        | 20       | 15       | Max Sailer         | 90.550  | 18   | 200         | 0    | Running        |
| 9        | 22       | 19       | Prince Decystria   | 88.900  | 21   | 200         | 0    | Running        |
| 10       | 24       | 34       | Wade Morton        | 88.000  | 22   | 200         | 0    | Running        |
| 11       | 15       | 16       | Christian Werner   | 95.200  | 11   | 200         | 0    | Running        |
| 12       | 6        | 18       | Pierre De Vizcaya  | 90.300  | 19   | 166         | 0    | Rod            |
| 13       | 21       | 28       | Leon Duray         | 89.900  | 20   | 136         | 0    | Rod            |
| 14       | 3        | 4        | Dario Resta        | 98.020  | 8    | 88          | 0    | Differential   |
| 15       | 11       | 2        | Ralph DePalma      | 100.420 | 5    | 69          | 0    | Head gasket    |
| 16       | 19       | 26       | Harlan Fengler     | 90.750  | 17   | 69          | 0    | Gas tank       |
| 17       | 8        | 25       | Howdy Wilcox       | 81.000  | 24   | 60          | 51   | Kuplung        |
| 18       | 13       | 3        | Joe Boyer          | 98.800  | 7    | 59          | 0    | Differenciálmű |
| 19       | 18       | 35       | Bennett Hill       | 91.200  | 16   | 44          | 0    | Crankshaft     |
| 20       | 5        | 27       | Count L. Zborowski | 91.800  | 15   | 41          | 0    | Rod            |
| 21       | 12       | 29       | Earl Cooper        | 99.400  | 6    | 21          | 0    | Crash BS       |
| 22       | 23       | 22       | Raul Riganti       | 95.300  | 10   | 19          | 0    | Gas line       |
| 23       | 17       | 14       | C. Lautenschlager  | 93.200  | 13   | 14          | 0    | Crash T1       |
| 24       | 4        | 21       | Martin De Alzaga   | 92.900  | 14   | 6           | 0    | Rod            |